# Mountain (ort i Colombia)
Mountain är en ort i Colombia.   Den ligger i departementet San Andrés och Providencia, i den nordvästra delen av landet, 1 300 km nordväst om huvudstaden Bogotá. Mountain ligger 64 meter över havet och antalet invånare är 2 404. Den ligger på ön Isla de Providencia.
Terrängen runt Mountain är kuperad åt sydväst, men åt nordväst är den platt.  Det finns inga andra samhällen i närheten. 